# Joseph Höffner
Joseph Höffner, nemški rimskokatoliški duhovnik, škof in kardinal, * 24. december 1906, Horhausen, † 16. oktober 1987.

## Življenjepis
30. oktobra 1932 je prejel duhovniško posvečenje.
9. julija 1962 je bil imenovan za škofa Münstra in 14. septembra istega leta je prejel škofovsko posvečenje.
6. januarja 1969 je bil imenovan za nadškof pomočnika Kölna in za naslovnega nadškofa Akvileje; 24. februarja istega leta je nasledil nadškofovski položaj in bil istočasno imenovan za kardinal-duhovnika S. Andrea della Valle. V kardinala je bil povzdignjen 28. aprila 1969.
14. septembra 1987 je bil upokojen.